# Zlatý klas 1983
Čtrnáctý ročník poháru o Zlatý klas  v ledním hokeji se konal od 31. srpna – 3. září 1983 v Českých Budějovicích. Zúčastnili se čtyři týmy. Mužstva se utkala jednokolovým systémem každý s každým.

## Výsledky a tabulka
|    |                  | TCH  | ČB  | IŽ   | DB  | V | R | P | Skóre | B |
| 1. | ČSSR             | ***  | 7:1 | 10:1 | 9:1 | 3 | 0 | 0 | 26:3  | 6 |
| 2. | Motor ČB         | 1:7  | *** | 6:4  | 5:2 | 2 | 0 | 1 | 12:13 | 4 |
| 3. | Ižstal Iževsk    | 1:10 | 2:5 | ***  | 4:0 | 1 | 0 | 2 | 9:16  | 2 |
| 4. | SC Dynamo Berlin | 1:9  | 2:5 | 0:4  | *** | 0 | 0 | 3 | 3:18  | 0 |

 Československo –  Ižstal Iževsk 3:1 (1:0, 2:0, 0:1)
31. srpna 1983 - České Budějovice

Branky Československa: 13. Vladimír Růžička, 23. Igor Liba, 27. Dušan Pašek 

Branka Iževsku: 50. Jurij Savcilov.

Rozhodčí: Milan Jirka (TCH) - Zdeněk Bouška (TCH), Jindřich Simandl (TCH)

Vyloučení: 12:11 (využití 1:1, v oslabení 1:0) navíc Vladimír Růžička na 10 min.
ČSSR:  Jiří Králík - Radoslav Svoboda, Eduard Uvíra, Arnold Kadlec, Miloslav Hořava, Milan Chalupa, Jaroslav Benák, Juraj Bakoš, František Musil - Vincent Lukáč, Dárius Rusnák, Igor Liba - Jiří Lála, Ladislav Svozil, František Černík - Jaroslav Korbela, Vladimír Růžička, Pavel Richter - Jiří Dudáček, Dušan Pašek, Vladimír Caldr.
 Československo –  Motor České Budějovice 5:1 (3:0, 1:0, 1:1)
1. září 1983 - České Budějovice

Branky Československa: 10. Jaroslav Korbela, 10. Vincent Lukáč, 13. Vincent Lukáč, 32. Jiří Šejba, 47. Milan Chalupa. 

Branky Motoru: 46. Petr Ondrejec.

Rozhodčí: Juraj Okoličány (TCH) - Šejda (TCH), Rejč (TCH)

Vyloučení: 7:8 (využití 0:0)
ČSSR: Dominik Hašek - Radoslav Svoboda, Eduard Uvíra, Arnold Kadlec, Miloslav Hořava, Milan Chalupa, Jaroslav Benák, Juraj Bakoš, František Musil - Vincent Lukáč, Dárius Rusnák, Otakar Janecký - Jiří Lála, Ladislav Svozil, František Černík - Jaroslav Korbela, Vladimír Růžička, Petr Klíma - Jiří Šejba, Dušan Pašek, Vladimír Caldr.
České Budějovice: Ladislav Gula - Jaroslav Kočer, Jan Podlaha, Ladislav Kolda, František Joun, Rudolf Suchánek, Karel Soudek, Martin Beníšek, Jan  Tomeček - Petr Dolejšek, Norbert Král, Roman Božek - Zdeněk Kostourek, Milan Král, Jaroslav Liška - Jiří Irra, Radek Knotek, Jan Tlačil - Roman Hnilička, Petr Ondrejec, Eliáš.
 Ižstal Iževsk -  SC Dynamo Berlin 4:2 (1:1, 1:0, 2:1)
1. září 1983 - České Budějovice

Branky SSSR: 7. Korsakov, 35. Aleksandrs Veselovs, 43. Sergej Abramov, 53. Ravil Gataulin.

Branky Berlína: 2. Thomas Graul, 41. Dieter Frenzel.

Rozhodčí: Ivan Šutka (TCH) – Turek (TCH), Fráňa (TCH)

Vyloučení: 7:5 (využití 0:0)
 Československo –  SC Dynamo Berlin 9:1 (1:0, 3:1, 5:0)
2. září 1983 - České Budějovice

Branky Československa: 13. František Musil, 27. Vladimír Růžička, 30. Pavel Richter, 40. Dárius Rusnák, 42. Vladimír Růžička, 44. Vladimír Růžička, 55. Vladimír Caldr, 56. Jiří Lála, 60. Milan Chalupa.

Branka NDR: 32. Detlef Radant.

Rozhodčí: Milan Kokš (TCH) - Boršek (TCH), Bambic (TCH)

Vyloučení: 4:8 (využití 3:1)
ČSSR: Jaromír Šindel - Arnold Kadlec, Miloslav Hořava, Milan Chalupa, Jaroslav Benák, Eduard Uvíra, Jiří Šejba, Igor Liba, František Musil - Jiří Lála, Ladislav Svozil, František Černík (41. Petr Klíma) - Vincent Lukáč, Dárius Rusnák, Otakar Janecký - Jaroslav Korbela, Vladimír Růžička, Pavel Richter - Jiří Dudáček, Dušan Pašek, Vladimír Caldr.
 Motor České Budějovice -  Ižstal Iževsk 7:2 (0:1, 4:1, 3:0)
3. září 1983 - České Budějovice

Branky Motoru: 22. Zdeněk Kostourek, 26. Ladislav Kolda, 28. Roman Božek, 31. Jaroslav Liška, 41. Roman Božek, 50. Roman Božek, 58. Roman Božek.

Branky Iževsku: 9. Anatolij Semionov, 34. Batulin.

Rozhodčí: Gottwald (TCH) - Turek (TCH), L. Kolář (TCH)

Vyloučení: 5:7 (využití 0:1)
 Motor České Budějovice -  SC Dynamo Berlin 2:3 (1:0, 1:2, 0:1)
4. září 1983 - České Budějovice

Branky Motoru: 2. Roman Božek, 25. Zdeněk Kostourek.

Branky Berlína: 21. Harald Kuhnke, 37. Roland Peters, 55. Frank Proske.

Rozhodčí: Adam (TCH) - Boršek (TCH), Bambic (TCH)

Vyloučení: 5:9 (využití 1:1)